# Arthur E. Smith mlajši
Arthur E. Smith mlajši, ameriški geolog, * 29. maj 1935, Teaneck, New Jersey, ZDA, † 11. november 2009.
Po njem so poimenovali mineral artsmithit.